# Sóc bay Mentawi
Sóc bay Mentawi, tên khoa học Iomys sipora, là một loài động vật có vú trong họ Sóc, bộ Gặm nhấm. Loài này được Chasen & Kloss mô tả năm 1927. Chúng là loài đặc hữu của Indonesia.